# Castell
 Ikke at forveksle med Kastel og Castell (slægt).
En castell ( catalansk Udtale: [kəsteʎ] ) er en menneskepyramide der traditionelt laves  til folkelige fester i  Catalonien, i  Valencia-regionen, Balearene og Roussillon i Spanien. 

## Oprindelse
Traditionen opstod under Ball dels Valencians-arrangementerne i Valls, nær byen Tarragona, i Catalonien, og kendes tilbage til 1712. I 1700-tallet spredte traditionen sig til nærliggende landsbyer og byer, og i midten af 1900-tallet blev skikken populær i resten af Catalonien og områderne omkring.. 16. november  2010 blev Castells  opført på UNESCOs liste over immateriel kulturarv.
I Catalonien begyndte Bolden dels Cians  at fokusere mere på den akrobatiske side med  bygning af stadigt højere menneskelige tårne. Den mere  religiøse og allegoriske oprindelse findes stadig  i en lignende tradition, muixeranga as opført i Valencia by Algemesí.
I 2015 var der i Coordinadora de Colles Castelleres de Catalunya 99 grupper, herunder Castellers de les Gavarres  , Castellers de Vilafranca, Jove de Barcelona og Minyons de Terrassa som var kunnet konstruere de bedste menneskelige tårne til dato,"4 de 10" (10 niveauer af mennesker med hver fire personer i hvert niveau) .

## Afvikling
På catalansk betyder ordet castell slottet .
I et castell medvirker en forholdsvis stor gruppe mænd og kvinder i alle aldre og med forskellige fysiske egenskaber. De træner som regel hele året for at deltage i konkurrencer og opvisninger. I basen (la pinya) til hvert castell deltager desuden venner, familiemedlemmer, tilhængere og spontane tilskuere som samler sig i colla de castellers. En person som deltager i bygingen af et castell kaldes casteller. Mens tårnet rejses og tages ned, spilles der musik der  reflekterer tårnets udvikling. Musikstykket kaldes Toc de Castells, og spilles med fløjter og timbales.
En castell betragtes som en succes, når opbygning  og afvikling  kan gøres i et samlet forløb. Den  er komplet, når alle castellers er kravlet til   deres anviste steder, og enxaneta kravler ind, øverst og rejser en hånd med fire fingre, opretstående, i en gestus der siges at symbolisere striber af det catalanske flag.  Enxanetaen  klatrer derefter ned på den anden side af castellet, fulgt af de resterende niveauer af castellers indtil alle er nået sikkerhed.
Ud over de  der kravler op for at danne den øverste del af tårnet, er  andre  nødvendige for at danne pinya eller bunden af castell og bære dens vægt. Medlemmer af pinya   fungerer også som et "sikkerhedsnet" til at  afbøde faldet for  folk fra de øverste niveauer, hvis tårnet  kollapser. 

## Påklædning
Typisk castellers bærer hvide bukser, en sort skærf (faixa), en bandana (mocador) og en skjorte i en farve, der er karakteristiske for en given colla og ofte bærer teamets emblem. For eksempel bærer holdet Castellers de Barcelona  røde trøjer, mens Castellers de Vilafranca bære grønne trøjer.
Skærfet (faixa) er den vigtigste del af deres tøj, da det understøtter den nederste del af ryggen og bruges af andre castellers i teamet som et fodfæste eller håndgreb, når klatrer op i tårnet. Stoffet til skærfet  varierer i længde og bredde og afhænger af castellerens position  i tårnet, og også på valg. Længden af rammen varierer fra 1,5 til 12 m, og som regel er kortere for dem højere op i castellet. Optrædende castellers plejer at gå barfodet for at minimere skader på hinanden, når de klatrer op til deres position og også for at øge  følsomheden når de ballancerer  og holder fast i hinanden.

## Struktur
Opbygningen af et castell kan være forskelligartet og den højeste har en højde, der spænder over ni eller ti mennesker fra jorden og op. Castellers motto er "Força, equilibri,  valor i seny" (Styrke, balance, mod og fornuft).
- Styrke: En casteller er normalt en tætbygget person. De første castellers var bønder, der var vant til at bære stor vægt, og var i god fysisk form.
- Balance: For at støtte andre ovenfor i castell som er afhængige af dem,  skal r  dem nedenfor haveen stærk fornemmelse for  balance og tillid.
- Mod: Den vigtigste egenskab for castellers, især for små børn, som udgør de højeste niveauer af castell.
- Sund fornuft: Indstudering og udførelse kræver en hel del planlægning og argumentation. Enhver fejl kan forårsage at strukturen mislykkes, og falder fra hinanden.

## Sikkerhed
Ulykker er sjældne under opførelsen af castell; men der som i alle andre menneskefyldte kulturelle begivenheder, ambulancer stationeret i nærheden i tilfælde af uheld. ulykker med Dødelig udgang forekommer, som 23. juli 2006, i Mataró, da en ung casteller faldt ned fra opbygningen af en castell og døde. Forud for dette,  døde   en deltager i 1983 i Torredembarra.

## Terminologi

### Castellnomenklatur
Castells er primært beskrevet ved antallet af personer i hvert niveau, og det samlede antal af niveauer, og nogle gange også af en stil af opbygningen. Niveauer er sammensat af mellem en og fem personer stående på skuldrene af niveauet under.
Fælles udtryk, der angiver antallet af personer, der for hvert niveau af et tårn:
- Pilar ("søjle"): en person per niveau
- Torre ("tower"): to personer per niveau
- Tres : tre personer per niveau
- Quatre : fire personer per niveau
- Cinc : fem personer per niveau

Antallet af niveauer mest almindeligt bygget:
- Sis : seks niveauer høj
- Sæt : syv niveauer
- Vuit : otte niveauer
- Nou : ni niveauer
- Deu : ti niveauer

Meget høje tårne, og dem med et lille antal mennesker på hvert niveau normalt har brug for ekstra støtte fra bunden eller nederste niveauer. Disse base-niveauer er ofte angivet som en del af navnet i tårnet. Tre slags base niveauer er mest almindeligt anvendte:
- Pinya ("bulk"): jordniveaubasen, ofte sammensat af flere hundrede mennesker. Alle tårne er dette, men det er aldrig blevet nævnt i navnet.
- Folre ("cover"/"foring"): et andet niveaubase er bygget på toppen af pinya. Det er altid nævnt, når de anvendes.
- Manilles ("håndtag"/"håndjern"): et tredje niveaubase er bygget på toppen af den anden-niveau folre. Det er altid nævnt, når de anvendes.

Ordet agulla ("nål") refererer til en høj søjle af én person pr-plan, som er bygget ind i hovedbygningen. Når castell er ved at blive afmonteret, agulla skal forblive stående, indtil den udvendige del af castell ligger allerede ned.
Et andet aspekt af castellnomenklaturen refererer til, hvordan man med succes afslutter tårnet. Fire termer:
- Descarregat : tårnet er afsluttet til toppen og nedtaget
- Carregat : tårnet er afsluttet til toppen, men falder ind under afvikling
- Hensigt : et mislykket forsøg
- Hensigten desmuntat : tårnet er ikke afsluttet til den øverste, men er nedtaget (i tilfælde af en ustabilitet eller fald)